# Rhopalizus laevicollis
Rhopalizus laevicollis là một loài bọ cánh cứng trong họ Cerambycidae.